# 久芳直介
久芳 直介（くば なおすけ、1862年11月14日（文久2年9月23日） - 没年不詳）は、明治時代の日本の官吏、官僚。台湾総督府税務官、台湾土地調査局事務官兼監督官、朝鮮総督府事務官・総務局人事課長、埼玉県司税官を務めた。

## 人物・経歴
長門国厚狭郡二俣瀬村（現在の山口県宇部市）で生まれる。
大阪・英和学舎（現在の立教大学）を卒業した。
1886年、大蔵省御用掛に任命され、埼玉県収税属、埼玉県大蔵属を経て、1898年、埼玉県司税官に任命される。
1902年、台湾土地調査局事務官兼監督官に就任したのち、台湾総督府税務官を務める。
1904年、日韓協約が成立するとすぐに目賀田種太郎財政顧問補佐として韓国政府に招聘される。
1910年10月、朝鮮総督府に転勤し、事務官に任命される。
1914年、朝鮮総督府総務局人事課長を務める。

## 家族
- 蝶子（妻)
- 享介（長男）
- 昌（3男）
- 貞子（長女）
- 久子（次女）